# Dušana Šantel Kanoni
Dušana Šantel Kanoni, slovenska arhitektka in oblikovalka, * 1908, Pazinu, † 1988, Ljubljana.
Velja za prvo slovensko arhitektko.

## Življenjepis
Rodila se je v goriški meščanski umetniški družini. V Ljubljano se je preselila šele v najstniških letih. Leta 1925 se je vpisala na Tehniško fakulteto v Ljubljani, kjer je leta 1932 kot prva slovenska arhitektka diplomirala pri profesorju Ivanu Vurniku. Po končanem študiju je eno leto opravljala prakso pri arhitektu Dragotinu Faturju.
S pomočjo evropske štipendije se je v letih 1933 in 1934 izpopolnjevala v Parizu na oddelku za dekoracijo na umetniški šoli Ecole nationale supérieure des arts décoratifs. V Parizu je poučevala otroke v dekorativnem risanju v ustanovi Enfance et Jeunesse. Delala je tudi v pariškem podjetju za pohištvo Au Boucheron.
Družba pred drugo svetovno vojno ni bila najbolj naklonjena zaposlovanju žensk v tehničnih poklicih, saj so menili, da ženske niso primerne za projektiranje stavb. Preživljala se je bolj s priložnostnimi deli. Delala je kot krajinska arhitektka, oblikovalka igrač, učiteljica in notranja oblikovalka. Pripravljala je načrte pohištva, izdelovala osnutke za številne dekoracije (obrtniški predmeti in vezenine). Kot arhitektka se je pretežno ukvarjala z adaptacijami, dejavna je bila tudi na področju vrtne arhitekture. Lastne osnutke je leta 1933 predstavila na razstavi umetnic Male Antante in na razstavi t. i. Slovenske mlade arhitekture v Jakopičevem paviljonu.  Mizar Bardutzki je po njenih načrtih izdelal otroško kuhinjo. V tistih časih je to didaktično igračo za igro vlog propagirala Marija Montessori.
Tesno je sodelovala z različnimi ženskimi revijami. Revija Žena in dom je leta 1938 objavila njen priročnik Kako opremim stanovanje. Knjiga je bila tipičen primer priročnika za medvojno obdobje, kako s skromnimi sredstvi opremiti stanovanje. V knjigi so predstavljeni njeni primeri pohištva in dekoracije, ki so posledica dolgoletnega raziskovalnega in praktičnega dela.
Dušana je poskrbela tudi za organizacijo razstave, ki jo je priredila zveza gospodinj na ljubljanskem velesejmu. Na tem sejmu pa je tudi razstavila kuhinjsko pohištvo, ki ga je izdelalo mizarsko podjetje Andreja Fajfarja. Značilnost pohištva je bila ta, da je bilo sestavljivo na več načinov, glede na potrebe uporabnika.
Med drugo svetovno vojno je delala v podjetju Vinka Križaja in leta 1945 opravila strokovni izpit. Po končani vojni je bila zaposlena v različnih državnih službah kot nižja gradbena inženirka. Delala je tudi kot profesorica v različnih državnih službah.
V petdesetih letih 20. stoletja je hudo zbolela in opustila strokovno delo. Umrla je leta 1988 v Ljubljani.

## Izbor del
- Otroška kuhinja, predstavljena na drugi gospodinjski razstavi Domače ognjišče, 1932,
- Sestavljivo kuhinjsko pohištvo, razstavljeno na Ljubljanskem velesejmu, nedatirano,
- Adaptacija Doma visokošolk, Gradišče 14, Ljubljana, okoli 1935,
- Adaptacija kavarne Zvezda, pritličje poslopja Kazina, Ljubljana, okoli 1935,
- Načrti za vilo dr. Krivica, Bežigrad, Ljubljana, okoli 1935,
- Načrti počitniškega doma za revne otroke v lasti Kola jugoslovanskih sester, Suhi vrh na Koroškem, okoli 1935,
- Več adaptacij dvorca Kodeljevo, Ljubljana, med letoma 1941 in 1944,
- Načrti nove delavnice Srednje tekstilne šole, Kranj, v letih 1946 in 1947,
- Osnutki za novo barvarno in apreturo tovarne Inteks, Kranj, okoli 1947,
- Osnutek vrtca (t. i. om igre in dela), Trbovlje,
- Osnutek doma aktivistov, vrtca in jasli, Ljubljana.